# Ngãi Tứ
Ngãi Tứ là một xã thuộc tỉnh Vĩnh Long, Việt Nam.

## Địa lý
Xã Ngãi Tứ có vị trí địa lý:
- Phía đông giáp xã Trà Côn.
- Phía tây giáp phường Đông Thành.
- Phía nam giáp phường Cái Vồn và xã Trà Ôn; giáp xã Lục Sĩ Thành với ranh giới là sông Hậu.
- Phía bắc giáp xã Song Phú và Tam Bình.

Xã Ngãi Tứ có diện tích 69,12 km², dân số năm 2025 là 48.795 người, mật độ dân số đạt 705 người/km².

## Hành chính
Xã Ngãi Tứ được chia thành 9 ấp: An Phong, An Thới, Bình Ninh, Bình Quí, Đông Hậu, Đông Phú, Đông Thạnh, Ngã Cái, Nhứt.
Ngày 16 tháng 6 năm 2025, Ủy ban Thường vụ Quốc hội ban hành Nghị quyết số 1687/NQ-UBTVQH15 về việc sắp xếp các đơn vị hành chính cấp xã của tỉnh Vĩnh Long năm 2025. Theo đó, sắp xếp toàn bộ diện tích tự nhiên, quy mô dân số của các xã Loan Mỹ, Bình Ninh; một phần diện tích tự nhiên, quy mô dân số của thị trấn Trà Ôn và xã Ngãi Tứ thành xã mới có tên gọi là xã Ngãi Tứ.
Sau khi sáp nhập, xã Ngãi Tứ có 69,12 km² diện tích tự nhiên và dân số 48.795 người.